# Hundewache
Hundswache oder Hundewache ist die Bezeichnung für eine bestimmte Wache (Arbeitsschicht) an Bord von Schiffen: Eine Schiffsmannschaft wird meist in zwei oder drei Arbeitsgruppen („Wachen“) eingeteilt, die auf dem Schiff im Schichtdienst arbeiten, wobei die einzelnen Schichtzeiten (meist 6 oder 7 pro Tag) ebenfalls „Wachen“ heißen.
In der deutschen Marine bezeichnet man damit die besonders unbeliebte Wache von 00:00 bis 04:00 Uhr (gleichbedeutend Mittelwache), für die sowohl die Zeit abends davor als auch morgens danach zu kurz für einen regulären Nachtschlaf ist.
Zuweilen wurde damit auch die dritte Nachtwache von 04:00 bis 08:00 Uhr so bezeichnet.
Eine weitere Bedeutung sind die zweistündigen Wachen von 16:00 bis 18:00 und von 18:00 bis 20:00 Uhr; diese Aufteilung soll vermeiden, dass auf Schiffen mit zwei oder drei Wachschichten im 4-Stunden-Turnus alle Wachen immer unveränderlich die gleichen Dienstzeiten bekommen. („The next two watches are divided into ‚dog watches‘ – the first dog watch is from 16.00 until 18.00 and the last dog watch is from 18.00 until 20.00.“)
Nach Palmatier sei es früher die Bezeichnung für die dritte Arbeitsschicht in Fabriken von 23:00 bis 07:00 Uhr gewesen, wenn zu dieser Zeit sonst nur Wachhunde „wach“ seien.

## Herleitungen
- In der deutschen Sprache ergibt sich die Herleitung daraus, dass in diesem Falle der Hund als Lebensgenosse minderen Ranges betrachtet wird, dem man getrost eine Unannehmlichkeit, in diesem Falle die unbeliebteste Wache, zumuten könne.
- Eine der Erklärungen besagt sowohl im Englischen als auch im Deutschen, dass die Bezeichnung Bezug nimmt auf den „Hundsstern“ Sirius, der zur Zeit der ersten Hälfte der Hundewache am Himmel erscheine.[9] Dem steht gegenüber, dass die Zeit des Sirius-Aufgangs innerhalb des Jahres variiert, wodurch der Sirius zur „Hundewache“ nicht immer zu sehen ist. Im Sommer und Herbst – also Zeiten, in denen früher eher zur See gefahren wurde als im stürmischen Winter – zeigt sich der Sirius allerdings sehr wohl in fortgeschrittener Nacht, nicht aber im Frühjahr, wenn er zu der Zeit bereits untergegangen ist.
- Eine Erklärung für den englischen Sprachraum besagt, dass die verkürzten Wachen zwischen 16 und 20 Uhr ursprünglich als dodge watch bezeichnet wurden, wobei dodge im Sinne von „umgehen“ bzw. „austricksen“[10] den Zweck dieser Wache mit der oben geschilderten Verschiebung der Gruppen-Reihenfolgen bezeichnete. Später sei diese Bezeichnung zu dog watch verkürzt worden.
- Es heißt auch: die Benennung dog watch sei mit großer Wahrscheinlichkeit schon im Englischen eine Verballhornung von docked watch, wobei to dock im Sinne von Kupieren bzw. „Verkürzen“ verwandt wurde.[8][11]

## Rattenwache
Eine andere Bezeichnung für denselben Wachabschnitt lautet Rattenwache, so zum Beispiel in B. Travens Totenschiff.